# بخش سیدی
بخش سیدی (به انگلیسی: Sidhi district) یک منطقهٔ مسکونی در هند است که در Rewa division واقع شده‌است. بخش سیدی ۴٬۸۵۱ کیلومتر مربع مساحت و ۱٬۱۲۷٬۰۳۳ نفر جمعیت دارد.